# Henrik 2. af Frankrig
Henrik 2. af Frankrig (fransk: Henri II) (31. marts 1519 i Saint-Germain-en-Laye – 10. juli 1559 i Paris) var konge af Frankrig fra 1547 til 1559. Han tilhørte slægten Valois.

## Tidlige år
Henrik blev født på slottet i Saint-Germain-en-Laye som søn af kong Frans den 1. og Claude af Frankrig. Hans far blev taget til fange i Slaget ved Pavia i 1525 af sin ærkefjende, kejser Karl den 5., og han blev holdt som fange i Spanien. Til gengæld for hans frigivelse blev det aftalt, at hans to sønner Henrik og Frans (1518-36) skulle sendes til Spanien og overtage hans plads i fængslet. Brødrene sad fanget i Spanien i tre år.
Henrik blev gift med Katarina af Medici den 28. oktober 1533, da de begge var fjorten år.
Året efter indledte Henrik et forhold til en 35-årige enke Diane de Poitiers. De havde haft et nært venskab, og hun havde omfavnet ham offentligt den dag, han blev sendt til Spanien. Diane blev Henriks fortrolige ved hoffet, og i de næste 25 år opnåede hun stor indflydelse og underskrev endda kongelige dokumenter. Mod denne meget selvsikre, modne og intelligente kvinde havde Katarina ingen chance. Diane insisterede dog på, at Henrik tilbragte tilstrækkelig tid med Katarina til at få tronarvinger.
Da Henriks storebror, Frans, døde i 1536 efter en tenniskamp, blev Henrik tronfølger. Han fulgte sin far på sin 28 års fødselsdag og blev kronet til konge af Frankrig den 25. juli 1547 i Notre-Dame-katedralen i Reims.

## Regeringstid
Henriks regeringstid var præget af krigen mod Østrig og den voldsomme forfølgelse af de protestanterne, hugenotterne. Kongen lod dem brænde levende eller lod deres tunge skære ud som straf for deres tro. Mistanke alene kunne føre til fængsel på livstid.
Henrik udviste også stor strenghed mod lægerne, da han udstedte følgende forordning: "Når arvingerne anklager lægen for et familiemedlems død, vil kongen oplyses om dette, og som ved ethvert andet mord vil retfærdighed ske fyldest. En læge, der er ansat hos en familie, er forpligtet til at smage på patienternes afføring og udføre enhver anden tjeneste, ellers kan han anklages for at have forårsaget deres død." 

## Død
Henrik var en ivrig jæger og deltog gerne i turneringer. Den 30. juni 1559 blev der afholdt konkurrencer og turneringer for at fejre freden ved Cateau-Cambrésis med ærkefjenden Huset Habsburg og datteren Elisabeths giftermål med Filip 2. af Spanien. Under en af turneringerne blev kongen dødeligt såret af en lanse ført af Gabriel Montgomery (kaptajn for kongens skotske livgarde). Lansen trængte gennem øjet og ind i hjernen. Til trods for den kongelige kirurg Ambroise Parés anstrengelser døde kongen den 10. juli 1559 af sepsis.
Da Henrik lå på sit dødsleje, bestemte Katarina suverænt, hvem der kunne få adgang til kongen. Og selv om han gentagne gange spurgte efter elskerinden, Diane de Poitiers, nægtede Katarina hende adgang. Efter Henriks død bortviste Katarina Diane fra hoffet.
Henrik blev fulgt af sin søn Frans den 2., der døde året efter og blev fulgt af sine to brødre. Deres mor fungerede som regent. De fyrre år efter Henriks død, blev en turbulent tid for Frankrig, hvor protestanter og katolikker udkæmpede en bitter religionskrig.

## Børn
Henrik og Katarina fik følgende børn:
- Frans 2. af Frankrig (1544–1560), fra 1559 konge af Frankrig, gift med Maria Stuart
- Elisabeth af Valois (1545–1568), gift med Filip den 2., konge af Spanien
- Claude af Valois (1547–1575) gift med hertug Karl 3. af Lorraine
- Ludvig (3. februar 1549–1550)
- Karl 9. af Frankrig (1550–1574), fra 1560 konge af Frankrig
- Henrik 3. af Frankrig (1551–1589), fra 1574 konge af Frankrig
- Margrete af Valois (1553–1615), gift i 1572 med Henrik 3. af Navarra, konge af Navarra, fra 1589 konge af Frankrig som Henrik den 4.
- Frans Hercule af Anjou (1555–1584), hertug af Alençon og Château-Thierry, greve af Perche, greve af Mantes, greve af Meulan (1566–1584), hertug af Évreux og greve af Dreux (1569–1584), greve af Maine, hretug af Anjou, Touraine og Berry (1576–1584)
- Johanne (24. Juni 1556–24. Juni 1556)
- Victoria (24. Juni 1556–26. Juli 1556)

## Fodnoter
1. ↑  Tazón: The life and times of Thomas Stukeley (c.1525-78), s. 16.
2. ↑  Arnold-Baker: The companion to British history, s. 254.
3. ↑  Prinsesse Michael af Kent: The Serpent and The Moon: two rivals for the love of a Renaissance king
4. ↑  Louis-Sébastien Mercier: Tablå over Paris, s. 127.
5. ↑  Classic Encyclopedia Web, Based on 1911 Edition of the Encyclopaedia Britannica